# Biển Hồ (xã)
Biển Hồ là một xã thuộc tỉnh Gia Lai, Việt Nam.

## Địa lý
Trước khi thực hiện Nghị quyết số 1664/NQ-UBTVQH15, Biển Hồ là một xã vùng ven thuộc thành phố Pleiku, Gia Lai:
- Phía Bắc giáp xã Nghĩa Hưng, huyện Chư Păh và xã Tân Sơn, thành phố Pleiku
- Phía Nam giáp phường Thống Nhất và xã Trà Đa, thành phố Pleiku
- Phía Đông giáp huyện Đăk Đoa
- Phía Tây giáp phường Yên Thế, thành phố Pleiku

## Lịch sử
Xã Biển Hồ được thành lập từ năm 1976. Đến ngày 9 tháng 11 năm 2000 , thực hiện Nghị định số 67/2000/NĐ-CP của Chính Phủ thành lập một số lập xã, phường thuộc huyện Chư sê và thành phố Pleiku. Theo đó, tách diện tích 1.187ha của xã Biển Hồ để thành lập phường Yên Thế.
Ngày 28 tháng 9 năm 2024, Ủy ban Thường vụ Quốc hội ban hành Nghị quyết số 1195/NQ-UBTVQH15 về việc sắp xếp đơn vị hành chính cấp xã của tỉnh Gia Lai giai đoạn 2023 – 2025 (nghị quyết có hiệu lực từ ngày 1 tháng 11 năm 2024). Theo đó, sáp nhập toàn bộ 8,65 km² diện tích tự nhiên và quy mô dân số là 6.355 người của xã Tân Sơn vào xã Biển Hồ.
Tính đến ngày 1/7/2025, xã Biển Hồ có diện tích 28,84 km², dân số năm là 16.734 người, mật độ dân số đạt 580 người/km².
Theo Nghị quyết số 1664/NQ-UBTVQH15 năm 2025, hợp nhất toàn bộ diện tích tự nhiên và dân số của 2 xã của huyện Chư Păh là Nghĩa Hưng, Chư Đang Ya và xã Hà Bầu của huyện Đak Đoa vào xã Biển Hồ của thành phố Pleiku. Đồng thời giải thể các huyện Chư Păh, Đak Đoa và thành phố Pleiku.

## Văn hóa
Khu di tích lịch sử văn hóa Biển Hồ đã được Bộ Văn hóa thông tin công nhận di tích lịch sử từ năm 1990.